# La Puebla de Montalbán
La Puebla de Montalbán ist eine Stadt in der Autonomen Gemeinschaft Kastilien-La Mancha (Spanien) und gehört zur Provinz Toledo. Sie ist am Ufer des Rio Tajo gelegen. Es ist eine der privilegierten Ortschaften in der Umgebung von Torrijos.

## Geschichte
Die Gemeinde La Puebla de Montalbán gehörte dem Orden der Tempelritter, welcher die Ortschaft von Alfons VII. bekommen hatte. Später war es Besitz von Don Álvaro de Luna und nach dessen Tod der Besitz seiner Gemahlin Juana Pimentel, welche La Triste Condesa (die traurige Gräfin) genannt wurde. Später war die Stadt dann im Besitz von Juan Pacheco, dem Grafen von Villena. Gegenwärtig gehört es zum Herzogtum von Osasuna.

## Sehenswürdigkeiten
Es ist eine schöne Ortschaft mit einer außergewöhnlichen Plaza Mayor. Andere Sehenswürdigkeiten sind das alte Rathaus, der Palast des Herzogs von Osasuna aus dem 15. Jahrhundert als auch die Kirche von La Puebla de Montalbán. Auch die Fußgängerzone, La soledad, ist sehr attraktiv für Touristen und mit mehreren Bars, Cafés und Discotheken gespickt. Das Wahrzeichen der Stadt ist der Torre de San Miguel, welcher im Jahre 1575 von Cristóbal Ortiz konstruiert wurde.

## Umwelt
Die Umwelt ist von den ersten Ausläufern der Montes de Toledo geprägt. Es ist eine Ortschaft mit vielen großartigen Gegenden, einem sehr fruchtbaren Ufer am Rio Tajo und einer alten Römerbrücke die über diesen Fluss führt. Das Ufer dient vor allem zur landwirtschaftlichen Nutzung. Hier werden sowohl Aprikosen als auch Pfirsiche, für dessen Qualität das Dorf sehr bekannt ist, angebaut. Auch der Stausee, welcher sich zwischen La Puebla de Montalban und dem Nachbardorf El Carpio de Tajo befindet, ist einen Besuch wert und bietet einen herrlichen Blick über die Landschaft.

## Feste
Cristo De La Caridad:
Jedes Jahr am 15. Juli werden in La Puebla de Montalbán Feste zu Ehren des Schutzpatrons Santísimo Cristo de la Caridad ausgerichtet. Die Feste sind in der Regel auf sieben Tage verteilt und fanden bereits im Juli 1598 statt.
Das Programm der Feste wird von vielen religiösen und kulturellen Veranstaltungen bestimmt. An erster Stelle steht jedoch der Stierlauf, der während der Festwoche mehrere Male am Tag stattfindet und Dutzende von Menschen anzieht.
Außerdem wird jedes Jahr eine Arena mitten in der Stadt aufgebaut, in welcher Stierkämpfe stattfinden.

## Persönlichkeiten
- Fernando de Rojas (* zwischen 1461 und 1476; † 1541) war ein spanischer Jurist und Schriftsteller
- Pedro Pacheco de Villena  (* 1488; † 1560), Kardinal, Vizekönig von Neapel
- Francisco Hernández Boncalo (* 1517; † 1578) war ein spanischer Arzt und Botaniker
- Álvaro Rico (* 1996), Schauspieler